# Osmelia philippina
Osmelia philippina är en videväxtart som först beskrevs av Porphir Kiril Nicolai Stepanowitsch Turczaninow, och fick sitt nu gällande namn av George Bentham. Osmelia philippina ingår i släktet Osmelia och familjen videväxter. Inga underarter finns listade i Catalogue of Life.